# Liste der Naturdenkmale im gemeindefreien Gebiet Harz (Landkreis Göttingen)
Die Liste der Naturdenkmale im gemeindefreien Gebiet Harz (Landkreis Göttingen) nennt die Naturdenkmale  im gemeindefreien Gebiet Harz im Landkreis Göttingen in Niedersachsen.

## Naturdenkmale
| Bild                          | Bezeichnung                                  | Ort, Lage | Beschreibung | Schutzzweck                                         | Nummer      |
| ----------------------------- | -------------------------------------------- | --- | --- | --------------------------------------------------- | ----------- |
| mehr Fotos \| Fotos hochladen | Diabas-Aufschluss an der Huttaler Widerwaage | Harz südöstlich Clausthal und Entensumpf, im Laddekental ca. 3,5 km nördlich von Riefensbeek (51° 46′ 55,2″ N, 10° 22′ 29,6″ O)                                        | Das Naturdenkmal besteht aus der annähernd senkrechten Steinbruchwand mit einer Länge von ca. 250 m und einer Höhe bis zu ca. 10 m. Das Naturdenkmal umfasst den geologischen Aufschluss des ehemaligen Steinbruches, der aus der überwiegend südostexponierten Steilwand besteht. Bei der aufgelassenen Steinbruchwand handelt es sich um einen geowissenschaftlich sehr bedeutsamem Aufschluss von vulkanischen Ergüssen des Diabaszuges über ehemaligem Meeresboden mit dünnen Tonschieferschichten, anhand derer der Übergang von der Devon- in die Karbonzeit genau datierbar ist. Geschütz laut Verordnung vom 20. Juni 2005. | bedeutsam für die Wissenschaft, Forschung und Lehre | ND OHA00030 |
| BW                            | Seilerklippe                                 | Harz ca. 100 m nördlich des Fastweges von Osterode zur Hanskühnenburg (51° 43′ 16,3″ N, 10° 23′ 0,1″ O)                                                                | Klippenbildung mit Trümmerfeld im Acker-Bruchberg-Quarzit. Ca. 50 % der Blockhalde werden von toten und kranken Fichten bedeckt, die 2. Hälfte von Zwergsträuchern, Drahtschmiele und Moospolstern. Geringfügig offene Blockhaldenbereiche sind von Flechten bewachsen. Geschützt laut Verordnung seit 21. Juli 1961. |                                                     | ND OHA00060 |
| BW                            | Mönchskappenklippe                           | Harz 300 m nordwestlich der Wegegabel Kulmkestraße/Rischkopfweg Abt. 158 Rfö. Wurzelberg (51° 44′ 49,1″ N, 10° 27′ 45,4″ O)                                            | Ca. 20 m steil aufragende Klippenbildung mit Trümmerfeld im Acker-Bruchberg-Quarzit, am Osthang des Ackers. Die Verwitterung erfolgt an dieser Klippe in besonders große Blöcke um 1 m, die stark von Flechten überzogen sind. Auf der Klippe steht eine buschartige alte Buche, die ebenfalls stark von Flechten überwachsen ist. Geschützt laut Verordnung seit 21. Juli 1961. |                                                     | ND OHA00061 |
| BW                            | Stumpfestein                                 | Harz hart westlich der Siebertalstraße und hart südlich der Sieberbrücke Abt. 83 Rfö. Königshofs 100 m nördlich der Abt.Linie 81/83 (51° 43′ 53,2″ N, 10° 29′ 32,8″ O) | Klippe aus Hornfels (Kontaktbereich des Brockenplutons) am Westrande der Siebertalstraße nördlich des Eisensteinberges. Geschützt laut Verordnung seit 21. Juli 1961. |                                                     | ND OHA00062 |
| BW                            | Salz-Ahorn an der Steina                     | Harz Staatsforst Lauterberg, Abt. 58, an Steinatalstraße, Flur 23, Flurstücke 10, 12 und 15. (51° 38′ 2,6″ N, 10° 31′ 52,6″ O)                                         | ca. 250 Jahre alter, knorriger Berg-Ahorn von eigenartigem Wuchs. Geschütz laut Verordnung vom 20. Juni 2005. |                                                     | ND OHA00065 |

## Hinweis
Die Naturdenkmale in dieser Liste wurden so vom ehemaligen Landkreis Osterode am Harz verordnet.